# سيلفان ليغفينسكي
سيلفان ليغفينسكي ( في كليرمونت) (بالفرنسية: Sylvain Legwinski)‏ لاعب كرة قدم فرنسي يلعب حاليا في نادي سانت نيوتس تاون الإنجليزي الهاوي منذ 2009 في خط الوسط .
لعب ليغفينسكي في أندية موناكو (1992-1999) بوردو (1999-2001) فولهام (2001-2006) إيبسويتش تاون (2006-2008) .
ساهم ليغفينسكي في تتويج نادي موناكو ببطولة دوري الدرجة الأولى موسم 1996/1997 كما ساهم في تتويج نادي بوردو ببطولة دوري الدرجة الأولى موسم 1998/1999 .

## روابط خارجية
- سيلفان ليغفينسكي على موقع رابطة كرة القدم الفرنسية للمحترفين (الإنجليزية)
- سيلفان ليغفينسكي على موقع قاعدة بيانات كرة القدم.إي يو (الإنجليزية)
- سيلفان ليغفينسكي على موقع ليكيب (الفرنسية)
- سيلفان ليغفينسكي على موقع Soccerbase.com (لاعب) (الإنجليزية)
- سيلفان ليغفينسكي على موقع Soccerway.com (الإنجليزية)
- سيلفان ليغفينسكي على موقع عالم كرة القدم.نت (الإنجليزية)
- سيلفان ليغفينسكي على موقع كووورة
- سيلفان ليغفينسكي على موقع أوليمبيديا (الإنجليزية)